# Pylorusschläuche
Die Pylorusschläuche (Pförtner-Anhänge, Appendices pyloricae) sind eine Eigenheit der meisten Knochenfische. Es handelt sich um schlauchförmige Ausstülpungen des Pylorusteils des Magens, knapp vor der Einmündung des Gallengangs, weshalb sie öfter auch zum Teil die Leber durchsetzen. Ihre Zahl beträgt 1 bis über 1000. Es ist bisher nicht gelungen, eine physiologische Funktion nachzuweisen. Da sie anatomisch und histologisch denselben Bau wie der benachbarte Mitteldarm zeigen, wird erwogen, dass sie den Zweck haben, in ihnen bestimmte Bakterien im Kontakt mit Speisebrei Vitamine o. Ä. erzeugen zu lassen. Magenlose Fische wie etwa die Karpfen oder Butterfische weisen keine Pylorusschläuche auf. Beim Tiefseefisch Coccorella dient die einzige appendix unter der Kehl-Haut als Leuchtorgan, in dem Leuchtbakterien (vgl. Biolumineszenz) leben. Die Pigmentierung der Leibeshöhle und des Darms bei vielen Fischarten dient möglicherweise dazu, auf diese Weise ein eventuelles Leuchten des Darminhalts zu verdecken, das Fressfeinde anlocken könnte.
Anzahl von Pylorusschläuchen einiger verschiedener Arten: Hecht, Aal, Wels: 0; Flössler: 1 oder 2; Barsch, Groppe: 3;  Zander: (6 oder) 7; Hering: ca. 40. Forelle: ca. 60, Huchen: 200, Ayu: bis 400; Dorsche und Thune: bis über 1000.